# نوستالژی آینده (ترانه)
«نوستالژی آینده» (به انگلیسی: Future Nostalgia) ترانه‌ای از هنرمند اهل بریتانیا دوآ لیپا برای دومین آلبوم استودیویی‌اش با همین نام (۲۰۲۰) است که شامل قطعه آغازین آلبوم می‌شود. این ترانه در ۱۳ دسامبر ۲۰۱۹ به‌عنوان اولین و تنها تک‌آهنگ تبلیغاتی آلبوم در حالی که همان روز به رادیوهای محبوب معاصر استرالیا ارسال شد، از طریق وارنر رکوردز منتشر شد.